# J. Stewart Burns
J. Stewart Burns es un guionista y productor más conocido por su trabajo en Unhappily Ever After, Los Simpson y Futurama. 

## Episodios escritos

### Episodios deFuturama
- My Three Suns
- Mars University
- A Head in the Polls
- The Deep South
- The Cryonic Woman
- Roswell That Ends Well
- Where the Buggalo Roam
- Neutopia

### Episodios deLos Simpson
- Moe Baby Blues
- The Way We Weren't
- There's Something About Marrying
- The Monkey Suit
- Homerazzi
- Marge Gamer
- Eternal Moonshine of the Simpson Mind
- Waverly Hills 9-0-2-1-D'oh
- Holidays of Future Passed
- The D'oh-cial Network
- What Animated Women Want
- Steal This Episode
- Days of Future Future
- Simpsorama

### Episodios deUnhappily Ever After
- Meter Maid
- Getting More Than Some
- College!
- Experimenting in College
- Making the Grade
- Teacher's Pet
- Excorsising Jennie
- Shampoo
- Rock 'n' Roll
- Lightning Boy
- The Tell-Tale Lipstick
- Jack The Ripper
- The Great Depression
- The Rat